# Crax
A Crax a madarak osztályának tyúkalakúak (Galliformes) rendjébe és a hokkófélék (Cracidae) családjába tartozó nem.

## Rendszerezés
A  családban a legközelebbi rokonai a Pauxi nembe tartoznak.
A nembe az alábbi 7 faj tartozik:
- nagy hokkó vagy púpos hokkó  (Crax rubra)
- kéklebenyes hokkó (Crax alberti)
- sárgabütykös hokkó (Crax daubentoni)
- piroscsőrű hokkó vagy atlanti hokkó (Crax blumenbachii)
- pirosbütykös hokkó (Crax globulosa)
- fekete hokkó (Crax alector)
- csupaszarcú hokkó (Crax fasciolata)